# Charlotte Hauglustaine
Charlotte Hauglustaine est une féministe belge née le 6 août 1922 à Ensival et morte le 11 septembre 2008 à Verviers. Elle est connue pour avoir été une des meneuses de la grève des femmes de la FN (Fabrique Nationale) à Herstal en 1966.

## Biographie
Elle commence à travailler à 14 ans.
Femme-machine à la Fabrique nationale d'Herstal depuis 1964, elle a auparavant travaillé dans l'industrie textile verviétoise. En 1945, elle a rejoint l'action syndicale via la FGTB. 
Elle se fait connaître en février 1966, en prenant, dès les premiers jours de la grève qui durera 12 semaines, la tête du comité de grève composé de 29 ouvrières de la FN. Elle avait en charge, avec d'autres, l'organisation pratique de la grève: gestion et répartition des biens collectés via les différents réseaux de solidarité, réception et diffusion des informations à l'issue des négociations. Déterminée comme les autres femmes-machines, elle témoigne avec sa camarde Rita Jeusette : « C'était une véritable révolution. Je pourrais vivre cent ans, jamais je ne l'oublierai. Le premier qui aurait tenté de les arrêter, il n'existait plus. » 
La grève revendiquait, à travers son slogan « A travail égal, salaire égal », une augmentation du salaire des femmes-machines de 5 francs de l'heure. Les femmes en grève obtiendront, en deux temps, 2,75 francs supplémentaires. 
Mais c'est aussi à travers ce mouvement de grève que débuteront les grands débats féministes qui exploseront au même moment : le nombre de places en crèche, la contraception... Charlotte Hauglustaine affirme lors d'une interview en mai 1966 : « Eh ben pour ma part, la raison de la grève de la FN n’est pas uniquement une question de gros sous – cette égalité de salaire, "à travail égal, salaire égal". C’est en plus la promotion pour la femme ». 
Charlotte Hauglustaine a poursuivi son combat au-delà de la grève de 1966 puisqu'elle est restée active jusqu'au bout au sein du comité des Pensionnés de la FGTB ou en témoignant à qui voulait bien l'écouter, pour garder alertes les esprits sur l'importance de la grève de 1966 et des mouvements sociaux en général.  
En 2004, Charlotte Hauglustaine reçoit le prix Théroigne de Méricourt pour avoir contribué à l'égalité entre les femmes et les hommes. En 2012, elle a été honorée à titre posthume en recevant le grade d'Officière du Mérite Wallon.            